# Jessica Bendinger
Jessica Bendinger, née le 10 novembre 1966 à Oak Park, dans l'Illinois (États-Unis), est une productrice, réalisatrice et scénariste américaine.

## Filmographie

### comme productrice
- 2000 : American Girls (Bring It On)
- 2005 : L'Escorte (The Wedding Date)
- 2020 : P.S. Burn This Letter Please[1]

### comme réalisatrice
- 2006 : Stick It

### comme scénariste
- 2000 : American Girls (Bring It On)
- 2001 : Sex and the City (série TV)
  - Crimes et châtiments (Time and Punishment)
- 2002 : La Vérité sur Charlie (The Truth About Charlie)
- 2004 : Des étoiles plein les yeux (First Daughter)
- 2006 : Aquamarine
- 2006 : Stick It

## Récompenses et distinctions
- Elle a été nommée au Festival du film d'Austin.